# Асошиейтед Прес
„Асошиейтед Прес“ или АП (на английски: Associated Press или AP) е новинарска агенция в Ню Йорк, Съединените американски щати, най-голямата в света.
Тя е кооперативна и е притежавана от участващи вестници, телевизии и радиостанции в САЩ, които едновременно пишат за нея и използват материали от нея. Много вестници и излъчватели извън щатите са абонати на АП, като плащат такса, за да ползват материали на АП, но не са членове на кооператива.
Към 2005 г. новините на АП са използвани от 1700 вестника, 5000 телевизионни и радио станции. Нейният фотоархив съдържа повече от 10 милиона изображения. АП има 242 бюра и обслужва 121 страни, с разнообразен състав от целия свят. „Книга за стила на Асошиейтед Прес“ е де факто стандарт за писане на новини в Съединени американски щати.